# Edificio de la Delegación de Hacienda (Almería)

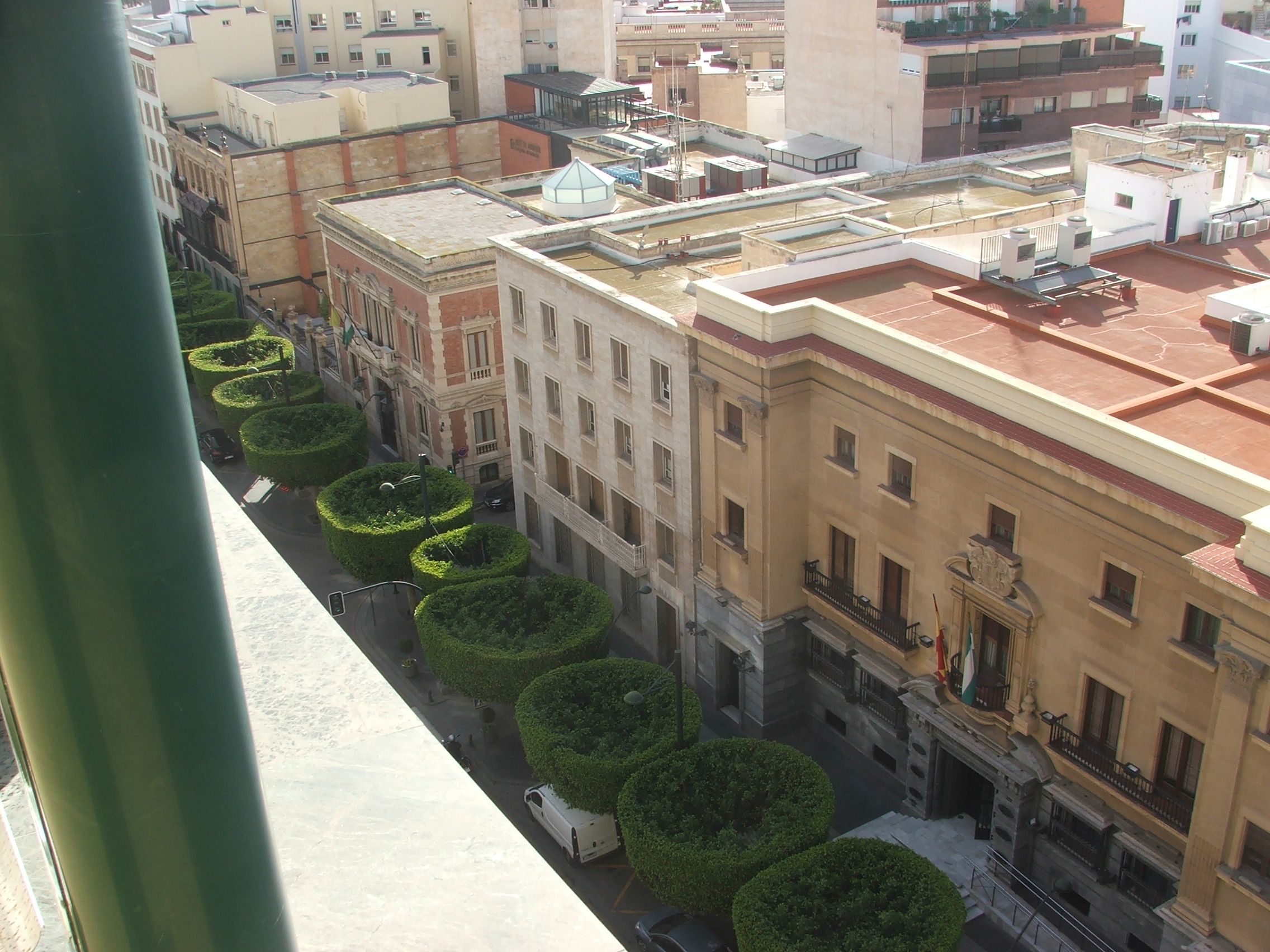
Delegación de Hacienda, en primer término a la derecha, desde el edificio de Unicaja.

El edificio de la Delegación de Hacienda en Almería es un edificio histórico situado en la ciudad de Almería (Comunidad Autónoma de Andalucía, España), construido durante el segundo cuarto del siglo XX.

## Historia
En 1940, finalizada la guerra civil española, el Ministerio de Hacienda convocó un concurso para el diseño de la sede de su delegación en la capital almeriense, que ganaron los arquitectos Antonio Cámara Niño y Federico Faci. Las obras se prolongaron entre 1944 y 1951 en el ya Paseo del Generalísimo de Almería, siendo inaugurado el 25 de mayo de 1951.

## Descripción
Se trata, junto con el edificio del Gobierno Civil y el del Banco de España, de una de las construcciones más representativos del régimen franquista en Almería, el de carácter más historicista, pues junto al clasicismo de la fachada, encontramos elementos que homenajean al prerrománico (bóvedas de arista), renacimiento (en la escalera) o el barroco andaluz del siglo XVIII (en el patio central).
Su estilo manierista y triunfal, hace hincapié en materiales y ornamentos, con molduras y proporciones abigarradas, particularmente en el basamento,  escalera y espacios de atención al público. Responde así al modelo de "palacio administrativo" de los edificios públicos de la dictadura franquista.